# Гордана Којадиновић
Гордана Којадиновић Балић (Београд, 30. март 1939) је српска оперска певачица и првакиња опере Српског народног позоришта у Новом Саду.

## Биографија
Гордана Којадиновић рођена је у Београду, од оца Александра и мајке Надежде. Таленат за музику и певање је наследила од родитеља. Отац је свирао усну хармонику и виолину, а мајка је имала леп глас и певала старинске песме.

### Детињство
Детињство је проводила са пет година млађим братом Миодрагом. Волела је да слуша музику са радија. Учила је да свира клавир и да игра балет. Први наступ као балерина имала је у осмој години.

### Хор „Бранко Крсмановић“
Након средње школе уписује студије књижевности, а касније стиче диплому књижевности. За време студија је постала члан хора АКУД „Бранко Крсмановић“ где је научила много староградских и народних песама. На предлог диригента Богдана Бабића почела је да студира певање.

### Позориште на Теразијама
Од 1964. године била је професионално ангажована у Позоришту на Теразијама где је певала и глумила у оперетама и мјузиклима. Прву већу улогу одиграла је у оперети „Кнегиња чардаша“, композитора Имре Калмана. Основала је вокални трио „Соноре“ и са њим три године наступала широм земље и Европе.

### Српско народно позориште
Аудицију у Српском народном позоришту полаже 1974. године. Постаје солиста опере, а потом и првакиња опере у Новом Саду. Као првакиња опере остварила је низ запажених рола.

### Радио Нови Сад
На предлог Ђорђа Караклајића, са којим је већ раније сарађивала на Радио Београду, без положене аудиције, постаје вокална солисткиња радија Нови Сад. Прво снимање за радио Нови Сад је имала 14. јануара 1977. године. Прва народна војвођанска песма коју је снимила је „Ала волем дику мог“, а затим романсу "Пролећни осмех", које су постале антологијске. Током рада на радију упознала је Јанику Балажа са којим је касније дуго сарађивала. Од 1977. до 1993. године снимила је преко 120 народних и староградских, десетине забавних песама и више уметничких вокалних композиција, као и оперске арије и дуете из редовног репертоара Српског народног позоришта. Песме које је снимила чувају се као трајни снимци у архиви ове радијске куће. Позната је и по интерпретирању традиционалних војвођанских народних песама, као и варошких песама и романси.

### Крај уметничке каријере
Уметничку каријеру је прекинула 1993. године када је због удаје и пресељења у Ријеку напустила Нови Сад. У Ријеци је живела до 1998. године. Била је удата за Драгутина Балића, капетана дуге пловидбе из Вирпазара. Данас живи на Новом Београду.

## Опере
Опере у којима је наступала Гордана Којадиновић од 1974. до 1993. године:
- „Чаробна фрула“ - Волфганг Амадеус Моцарт, улога: Папагена,
- „Севиљски берберин“ - Ђоакино Росини, улога: Розина,
- „Бал под маскама“ - Ђузепе Верди, улога: Оскар,
- „Риголето“ - Ђузепе Верди, улога: Ђилда,
- „Травијата“ - Ђузепе Верди, улога: Виолета Валери,
- „Дон Карлос“ - Ђузепе Верди, улога: Паж и Глас са неба,
- „Боеми“ - Ђакомо Пучини, улога: Мизета,
- „Ђани Скики“ - Ђакомо Пучини, улога: Лаурета,
- „Позоришне згоде и незгоде (Вива ла Мама)“ - Гаетано Доницети, улога: Примадона Корила Сантинеки,
- „Лучија од Ламермура“ - Гаетано Доницети, улога: Лучија,
- „Љубавни напитак“ - Гаетано Доницети, улога: Адина,
- „Слепи миш“ - Јохан Штраус Млађи, улога: Адела,
- „Циганин барон“ - Јохан Штраус Млађи, улога: Арсена, (прва представа),
- „Кнегиња чардаша“ - Имре Калман, улога: Стази,
- „Грофица Марица“ - Имре Калман, улога: Лиза,
- „Веселе жене виндзорске“ - Ото Николај, улога: Ана-Титанија,
- „Еро с онога свијета“ - Јаков Готовац, улога: Пастирче,
- „Мала Флорами“ - Иво Тијардовић, улога: Флорами,
- „Фауст“ - Шарл Гуно, улога: Сибел,
- „Гилгамеш“[а] - Рудолф Бручи, улога: Сидури Сабиту, чувар улаза у врт богова, 2. новембар 1986.[2][3]
- „Козодер у акцији“[б], адаптација и режија Ратко Радивојевић и Александра Плескоњић-Илић, 13. јануар 1990.[4]

## Албуми
- Гордана Којадиновић - Ала волем дику мог (ЛП плоча), издање ПГП-РТС, аранжмани Јаника Балаж и Макса Попов,
- Гордана Којадиновић и Јаника Балаж - Кажи ми, кажи (ЛП плоча), ПГП-РТБ, 1986. године,[5]
- Гордана Којадиновић, са оркестром Јанике Балажа - Распевана Војводина (компакт диск), РТС, издање поводом 50 година Радио Новог Сада.

## Галерија
- Богдан Бабић, Дара Маровић и Гордана Којадиновић (лево) на поласку за Америку 1965. године